# Im Kwon-taek
Im Kwon-taek, kor. 임권택 (ur. 2 maja 1936 w Changsong) – południowokoreański reżyser i scenarzysta filmowy. Nazywany „ojcem koreańskiego kina”, w swojej trwającej ponad pół wieku karierze nakręcił ponad 100 filmów.

## Życiorys
Debiutował w 1962 w złotej erze kina koreańskiego. Przez kolejną dekadę nakręcił ponad 50 filmów, z których większość stanowiły filmy klasy B przeznaczone dla masowego odbiorcy. Od połowy lat 70. jego twórczość stopniowo ewoluowała w stronę ambitnego kina artystycznego. W latach 80. i 90. przyczynił się do zainteresowania kinem koreańskim poza granicami tego kraju, zdobywając wiele nagród dla swoich filmów i rozpoczynając nurt zwany koreańską nową falą.
Laureat m.in. nagrody za reżyserię na 55. MFF w Cannes za film Chihwaseon (2002) oraz Honorowego Złotego Niedźwiedzia za całokształt twórczości na 55. MFF w Berlinie (2005).
W swoich filmach porusza różnorodne tematy związane z historią i kulturą swojego kraju, takie jak: zwyczaje dawnych koreańskich dynastii, koreańska wojna domowa, japońska okupacja, buddyzm, szamanizm, sytuacja kobiet, znaczenie sztuki i moralności.

## Filmografia

### reżyser
- 1962: Dumanganga jal itgeola
- 1976: Moje miasto rodzinne (Wangshibri)
- 1983: Córka płomieni (Bului dal)
- 1987: Zastępcza matka (Sibaji)
- 1990: Syn generała (Janggunui adeul)
- 1997: Upadek (Chang)
- 2000: Chunhyang (Chunhyangdyun)
- 2002: Chihwaseon
- 2004: Haryu insaeng
- 2007: Ponad czasem (Chun nyun hack)
- 2014: Revivre (Hwajang)[5][6]